# نونيه تومانيان
نونيه تومانيان (بالأرمنية: Նունե Թումանյան)‏، وُلدت في 23 أكتوبر 1963 في يريفان. هي فنانة أرمنية ونحاتة.

## سيرة ذاتية
ولدت نون تومانيان في عام 1963 في يريفان. تخرجت من مدرسة الفنون ومن ثم من كلية الفنون. في عام 1984-1985 تبعت نون توميان في أكاديمية لينينغراد للفنون الجميلة، قسم النحت. حصلت نوني على درجة الماجستير من المعهد الفني في يريفان (أكاديمية الفنون الجميلة). في عام 1995 - 2009، عملت نوني تومانيان أستاذة مشاركة في أكاديمية الفنون الجميلة. نون هي عضو في نقابة الفنانين الأرمينية منذ عام 1996، ورئيسة قسم النحت في الاتحاد منذ عام 2014. تشترك نون في العديد من المعارض والمسابقات الوطنية والدولية. وقد فازت بالعديد من الجوائز الدولية، بما في ذلك جائزة في بينالي «دانتي سيتي جيتس» في رافينا، إيطاليا، في عام 1998. حصلت على الجائزة الرئيسية في معرض «المرأة والفن: تفسير السلام» الذي عُقد في الشارقة، الولايات المتحدة. الإمارات العربية، في عام 2014.
تقام أعمال نون تومانيان في كل من المجموعات الخاصة والشركات في جميع أنحاء العالم، بما في ذلك معرض أرمينيا الوطني. تصنع منحوتاتها في الغالب من البرونز، ولكنها تعمل أيضًا على الزجاج والخشب والحجر، وما إلى ذلك. فن نوني تومانيان يعبر عن عالم الإنسان الروحي الغني بشكل لا نهائي - عالم خالٍ من السلام والهدوء، في حركة مستمرة، صراعات مليئة بالإغراءات والشكوك والإحباط. جميع الأعمال هي نتيجة لعملية إبداعية معقدة تؤدي إلى خاصية قرار واضح لشخصيته الفنية الخاصة.

## المعارض
شاركت أعمال نون تامانيان في العديد من المعارض في المعرض الوطني لأرمينيا، واتحاد الفنانين الأرمن، ومقر الأمم المتحدة في أرمينيا ، ولينينغراد، وإيطاليا والإمارات العربية المتحدة.

### المعارض الفردية
- رافينا، إيطاليا، Bansals مكرسة لدانتي «الكوميديا الإلهية»، جائزة ون، 1996، 1998
- معرض ألبرت وتووف بويجيان، يريفان، 2001
- نقابة الفنانين في أرمينيا، 2008، 2013 [5]

### المعارض الجماعية
- موسكو، 2004
- معرض أرمينيا الوطني، 1996
- نقابة الفنانين في أرمينيا، 2000، 2003
- الشارقة، الإمارات العربية المتحدة، 2014، حصل على جائزة البينالي الوحيدة لأفضل سلام في فن السلام[6]
- يريفان، مكتب الأمم المتحدة [7]

## الجوائز
- جمعية الدبلوماسيين لخطاب شكر المرأة
- دبلوم «العمل الذي لا تشوبه شائبة لمدة طويلة» من قبل وزارة التربية والتعليم والعلوم

## معرض

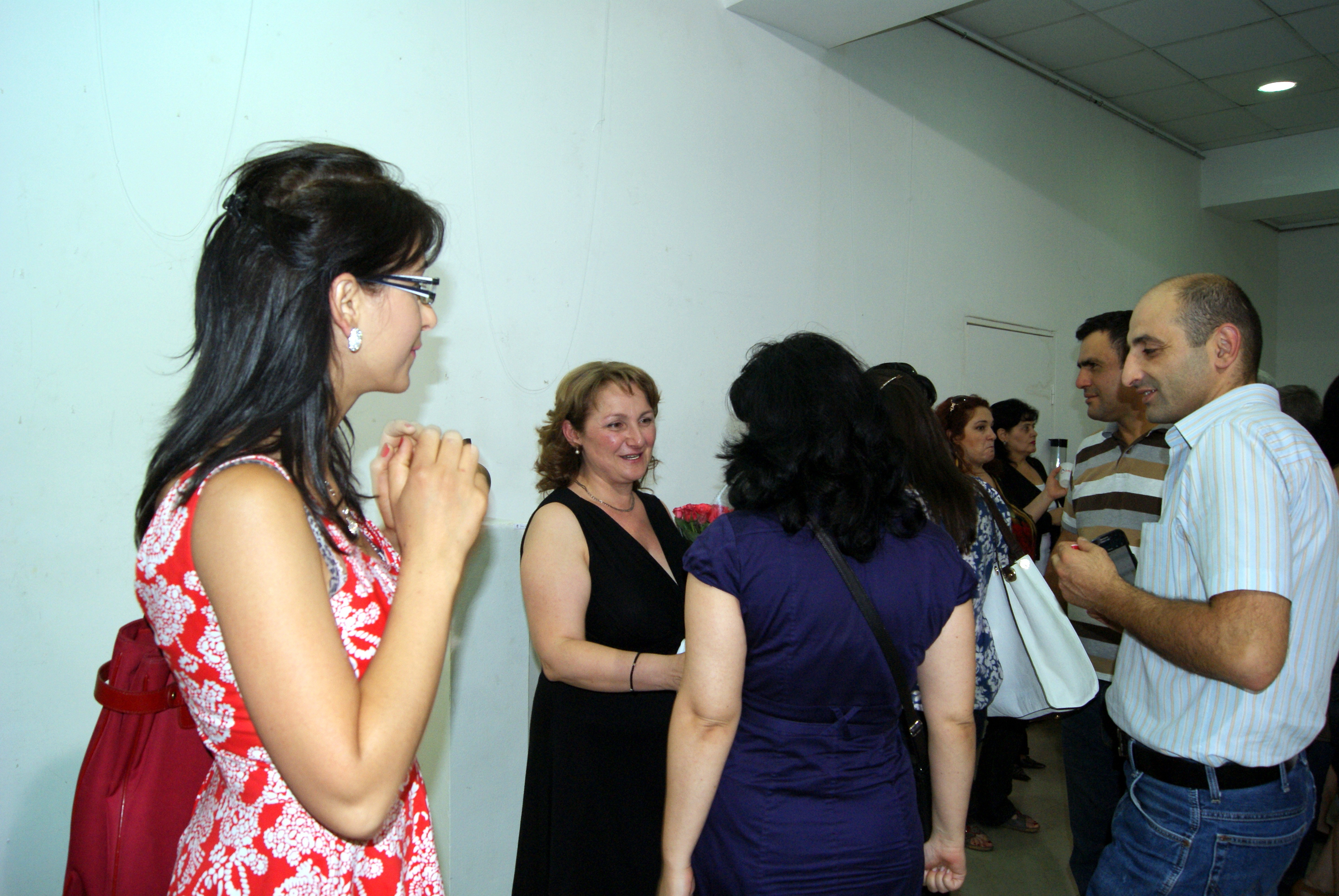
معرض مستقل من قبل نوني تامانيان في اتحاد الفنانين في أرمينيا، 2013
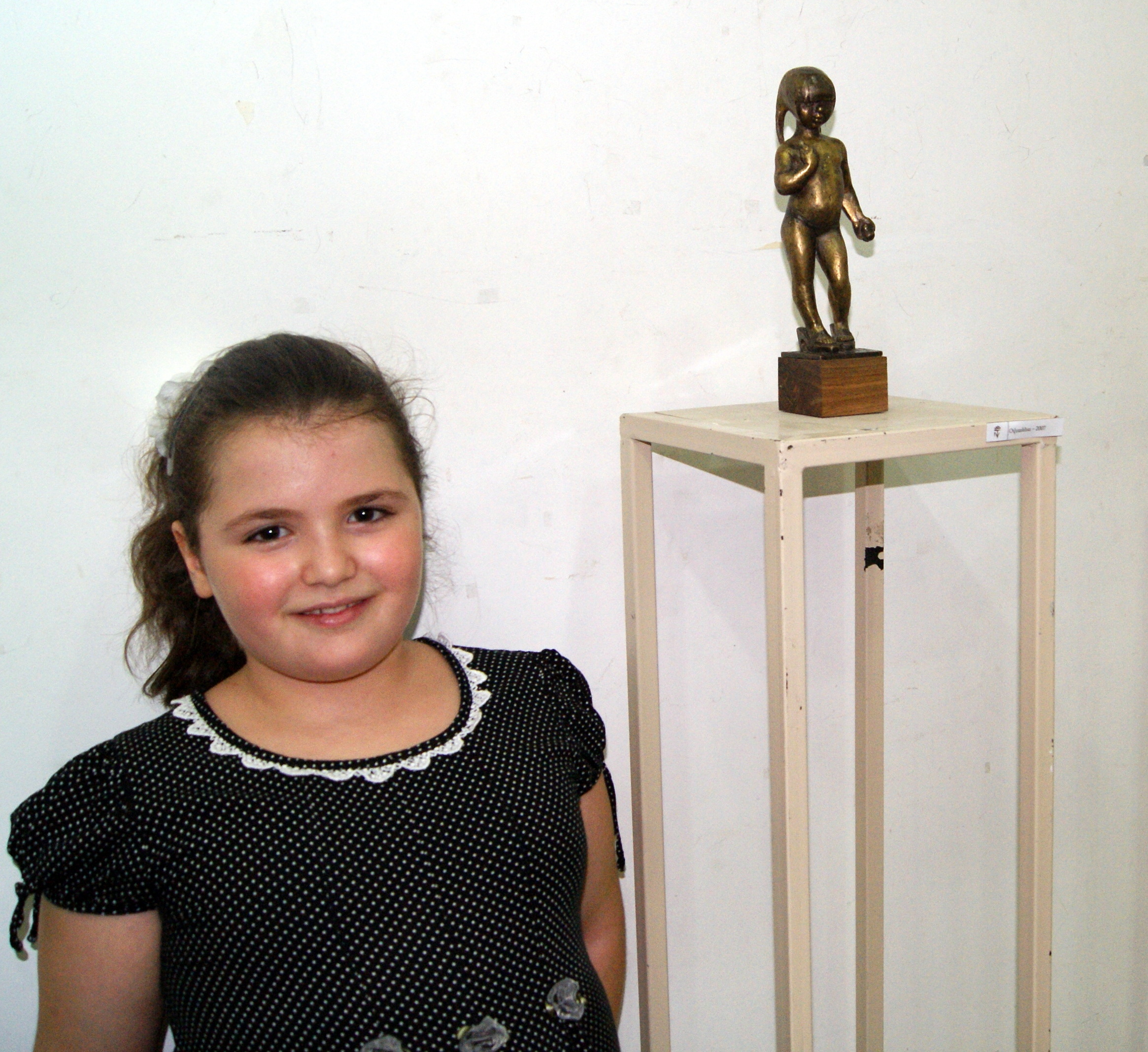
ابنة نون، Ovsanna، بالقرب من واحدة من منحوتاتها
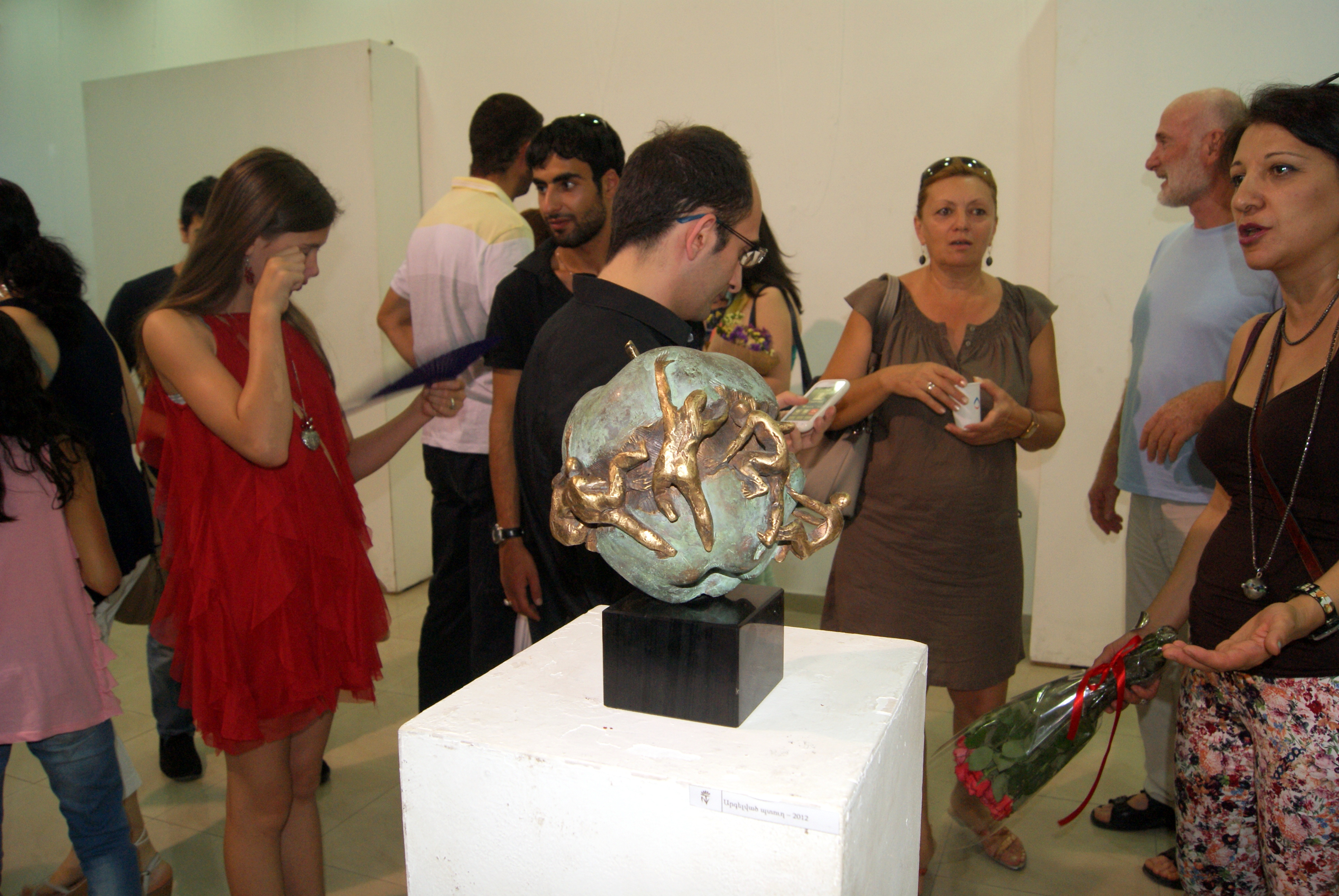
معرض مستقل من قبل نوني تامانيان في اتحاد الفنانين في أرمينيا، 2013
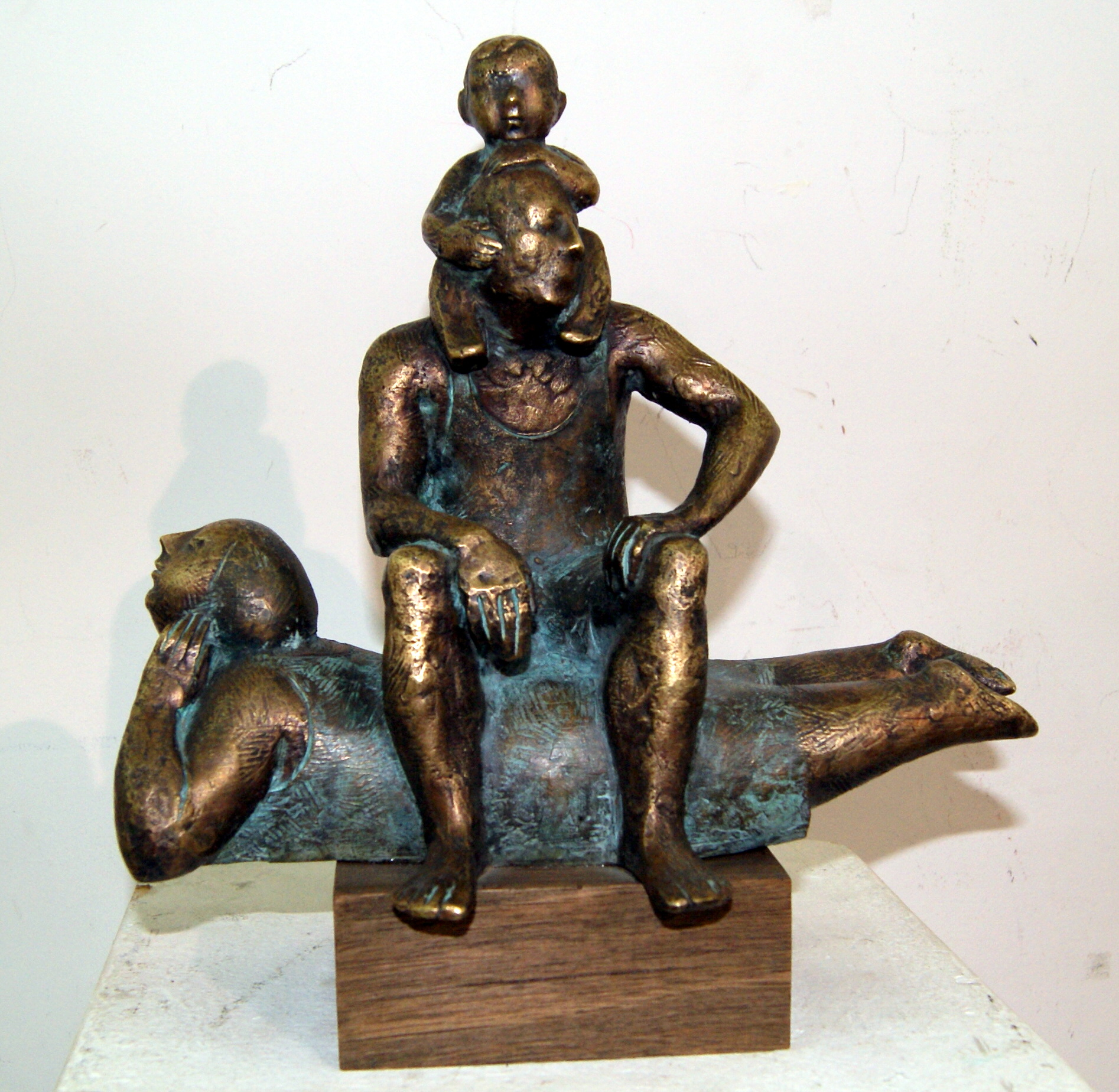
النحت "العائلة"
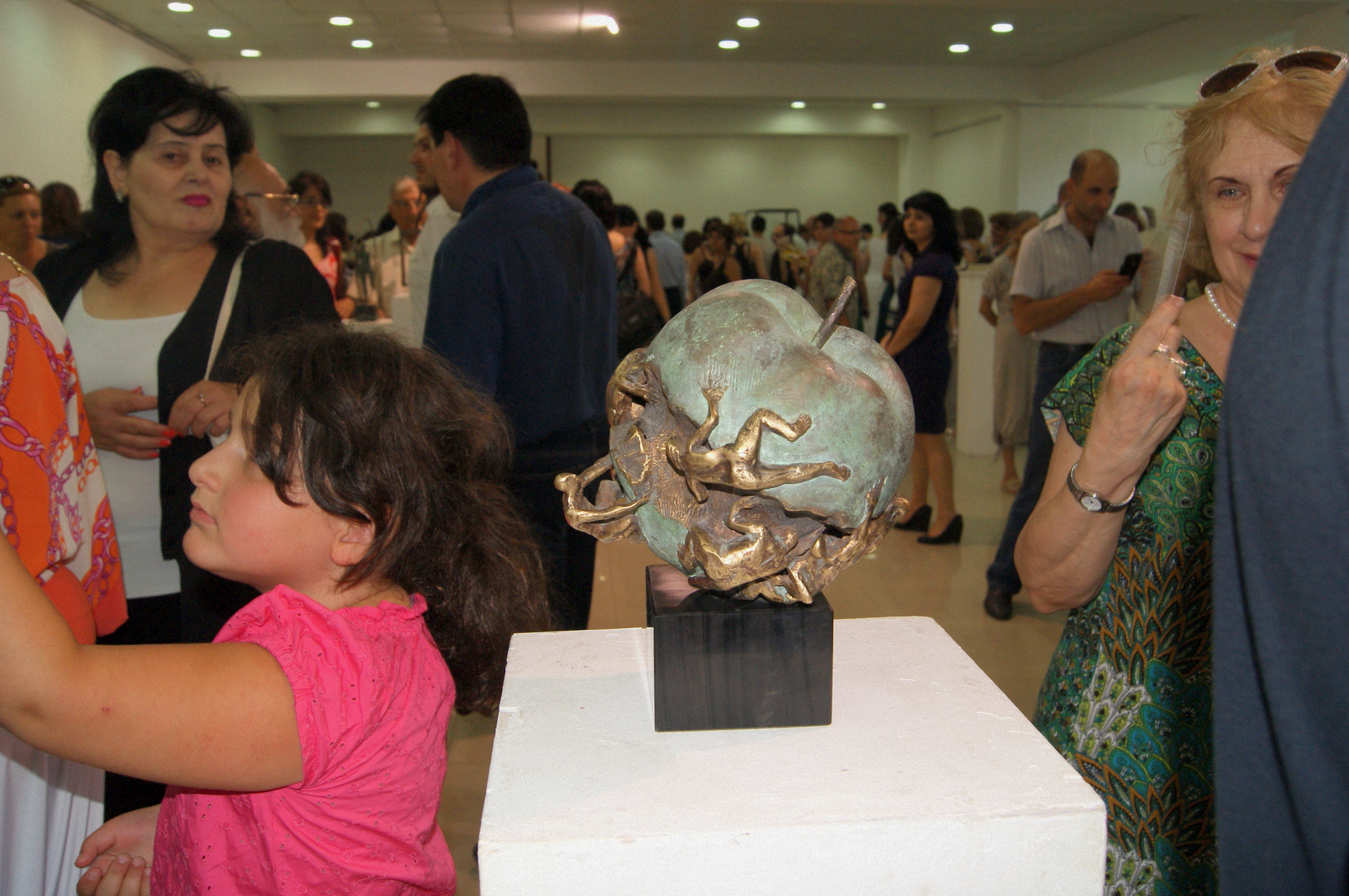
الفاكهة المحرمة
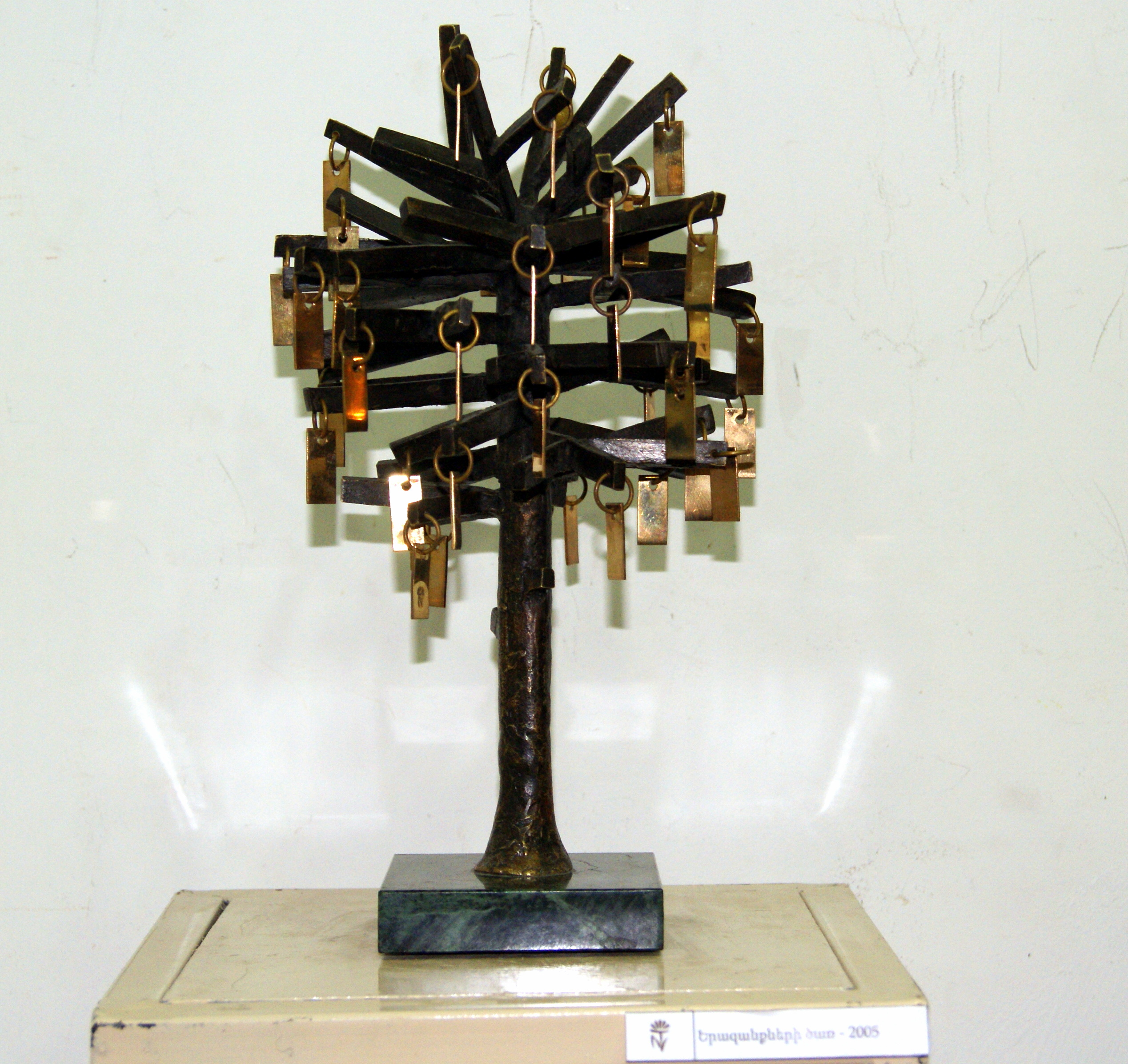
شجرة الأحلام

## الروابط الخارجية
- موقع نون تومانيان